# (6111) Davemckay
(6111) Davemckay est un astéroïde de la ceinture principale.

## Description
(6111) Davemckay est un astéroïde de la ceinture principale. Il fut découvert le 20 septembre 1979 à l'observatoire Palomar par Schelte J. Bus. Il présente une orbite caractérisée par un demi-grand axe de 2,45 UA, une excentricité de 0,20 et une inclinaison de 4,0° par rapport à l'écliptique.

## Compléments